# Liste der Geotope im Landkreis Amberg-Sulzbach
Diese Liste enthält die Geotope des Oberpfälzer Landkreises Amberg-Sulzbach in Bayern.
Die Liste enthält die amtlichen Bezeichnungen für Namen und Nummern des Bayerischen Landesamt für Umwelt (LfU) sowie deren geographische Lage. Diese Liste ist möglicherweise unvollständig. Im Geotopkataster Bayern sind etwa 3.400 Geotope (Stand März 2020) erfasst. Das LfU sieht einige Geotope nicht für die Veröffentlichung im Internet geeignet. Einige Objekte sind zum Beispiel nicht gefahrlos zugänglich oder dürfen aus anderen Gründen nur eingeschränkt betreten werden.
| Name                                                       | Bild           | Geotop ID | Gemeinde / Lage                            | Geologische Raumeinheit         | Beschreibung | Fläche m² / Ausdehnung m | Geologie | Aufschlussart        | Wert         | Schutzstatus                                               | Bemerkung                       |
| ---------------------------------------------------------- | -------------- | --------- | ------------------------------------------ | ------------------------------- | --- | ------------------------ | --- | -------------------- | ------------ | ---------------------------------------------------------- | ------------------------------- |
| Ehemaliger Kalksteinbruch bei Rieden                       |                | 371A001   | Ensdorf Position                           | Mittlere Frankenalb             | Die Aufschlüsse an der Straßenböschung der Vilstalstraße sind die Reste des ehemaligen Kalksteinbruchs. Zu sehen sind dort die Kalksteine des Malm alpha und beta in Bankfazies. Die meisten Bereiche sind inzwischen fast völlig zugewachsen, aber ein Teilstück direkt am Radweg gibt immer noch einen guten Einblick in den typischen Aufbau der Schichten: 1 – 2 dm mächtige Kalkbänke wechseln mit dünnen Lagen feinblättriger Mergel. Nach der modernen Nomenklatur werden die Gesteine des Aufschlusses in die Hartmannshof-Formation (Mittleres Oxfordium – Unteres Kimmeridgium) gestellt. | 300 30 × 10              | Typ: Gesteinsart Art: Kalkstein                                                                                        | Steinbruch           | bedeutend    | kein Schutzgebiet                                          |                                 |
| Steinbruch bei Pettenhof                                   |                | 371A004   | Schmidmühlen Position                      | Mittlere Frankenalb             | Im aufgelassenen Steinbruch sind gebankte Kalksteine und Mergel aufgeschlossen. Teilweise finden sich zahlreiche Fossilien. Gut zu erkennen sind im oberen Bereich die Auswirkungen der Bodenbildung auf Kalkstein: nach oben löst sich die Bankung in einzelne Kalkquader auf. | 3750 75 × 50             | Typ: Gesteinsart, Kluft Art: Kalkstein                                                                                 | Steinbruch           | bedeutend    | Landschaftsschutzgebiet                                    |                                 |
| Karneolbank NE von Schnaittenbach                          |                | 371A005   | Schnaittenbach Position                    | Oberpfälzer Grundgebirgsvorland | Im Blasensandstein, einem Schichtglied des Sandsteinkeupers, treten stellenweise Karneolhorizonte auf (bis mehr als 1 m Mächtigkeit). Hier nimmt die Karneolbank eine Fläche von ca. 6000 Quadratmetern ein. Sie ist aber nur an wenigen kleinen Stellen durch Mineraliensammler aufgeschlossen. Karneol ist die rötlich gefärbte Variante des Chalcedons. Chalcedon besteht aus kryptokristallinem Siliziumdioxid (gleicher Chemismus wie Quarz) und hat einen wächsernen Glanz. | 20 2 × 10                | Typ: Mineralien, Gesteinsart Art: Sandstein                                                                            | Schurf               | bedeutend    | kein Schutzgebiet                                          |                                 |
| Sandgruben N von Süß                                       |                | 371A006   | Hahnbach Position                          | Oberpfälzer Grundgebirgsvorland | In den Sandgruben waren Burgsandstein sowie Terrassensande und Fließerde aus dem Quartär aufgeschlossen. Inzwischen sind die ehemaligen Sandgruben weitgehend verfüllt und rekultiviert. Nur noch der Südteil der Grube mit Burgsandstein ist offen. An den stark abgeböschten Grubenwänden mit tiefen Erosionsrinnen (Badlands) treten farbige Sandsteine mit Tonsteinhorizonten zu Tage. Die Grubenwand erscheint weiß, rot und violett gestreift. | 31250 250 × 125          | Typ: Gesteinsart Art: Sandstein                                                                                        | Kiesgrube/Sandgrube  | bedeutend    | kein Schutzgebiet                                          |                                 |
| Ehemaliger Steinbruch E von Oberweißenbach                 |                | 371A007   | Vilseck Position                           | Nördliche Frankenalb            | In den Steinbrüchen E von Oberweißenbach bis zur Teufelslochleite sind Malm Alpha und Beta in Bankfazies aufgeschlossen. In den Brüchen bei Oberweißenbach sind mit bunten kreidezeitlichen Sedimenten erfüllte Karsthohlformen angeschnitten. Der Bruch ist mittlerweile stark verwachsen. | 60000 300 × 200          | Typ: Gesteinsart, Tierische Fossilien, Karstschlot, Karstspalte Art: Kalkstein                                         | Steinbruch           | bedeutend    | kein Schutzgebiet                                          |                                 |
| Sandgrube am Kühberg                                       |                | 371A008   | Sulzbach-Rosenberg Position                | Oberpfälzer Grundgebirgsvorland | Die Sandgrube am Kühberg ist weitgehend aufgelassen, evtl. wird aber noch sporadisch Sand gewonnen. Der Großteil der Grube ist zugewachsen oder verfüllt, nur an wenigen Stellen ist der Sandstein der Rhät-Lias-Übergangsschichten gut aufgeschlossen. Dort besteht die Basis der Wand aus einer hellen, mehrere Meter mächtigen kreuzgeschichteten Sandsteinbank. Überlagert wird sie von einer Folge deutlich gebankter gelblich- bräunlicher Sandsteine, die unterschiedlich verfestigt sind. | 42500 425 × 100          | Typ: Gesteinsart Art: Sandstein                                                                                        | Kiesgrube/Sandgrube  | bedeutend    | FFH-Gebiet                                                 |                                 |
| Hornsteinreicher Dolomit NE von Albersdorf                 |                | 371A009   | Neukirchen bei Sulzbach-Rosenberg Position | Nördliche Frankenalb            | An dem Waldhang steht sehr hornsteinreicher Dolomit in mehreren hausgroßen Felsen oder Felstürmen und kleinen Aufschlusswänden an. | 5000 100 × 50            | Typ: Gesteinsart, Felswand/-hang Art: Dolomitstein                                                                     | Hanganriss/Felswand  | bedeutend    | Landschaftsschutzgebiet, Naturpark                         |                                 |
| Dolomitfelsen SW von Lockenricht                           | weitere Bilder | 371A010   | Neukirchen bei Sulzbach-Rosenberg Position | Mittlere Frankenalb             | In mehreren Felsen steht hier gebankter, hornsteinreicher Dolomitstein an. Am Fuß der Felsen finden sich teilweise kleine Karstlöcher und ein großer Abri. Die als Aussichtsfelsen bezeichnete Felsgruppe liegt an einem Rundwanderweg (Höhlensteig). | 400 20 × 20              | Typ: Gesteinsart, Felswand/-hang Art: Dolomitstein                                                                     | Hanganriss/Felswand  | bedeutend    | Naturdenkmal, Naturpark                                    |                                 |
| Steinbruch am Ödersberg NE von Fürnried                    |                | 371A011   | Birgland Position                          | Mittlere Frankenalb             | In der Fürnrieder Wanne ist eine Folge wohlgebankter Kalke (Malm-Epsilon) aufgeschlossen, die vereinzelt Hornsteine, Crinoidenstielglieder und selten Brachipoden enthalten. | 300 30 × 10              | Typ: Gesteinsart Art: Kalkstein                                                                                        | Steinbruch           | bedeutend    | kein Schutzgebiet                                          |                                 |
| Felsfuß in Högen                                           |                | 371A012   | Weigendorf Position                        | Mittlere Frankenalb             | In Högen zeigen zwei Aufschlüsse Riffdolomit über den gebankten Kalken des Malm Beta. Ein imposanter Felsturm mitten im Ort ist inzwischen vollständig von Häusern umgeben und daher nicht mehr zugänglich. Die gut erhaltene Felswand am Nordrand des Dorfes ist dagegen gut erreichbar. Dort ist deutlich der Wechsel von einer Bankfazies zu massigen Rifffazies zu erkennen. | 75 15 × 5                | Typ: Schichtfolge, Felsturm/-nadel Art: Dolomitstein                                                                   | Hanganriss/Felswand  | wertvoll     | Landschaftsschutzgebiet                                    |                                 |
| Kaolinsand-Grube am Forsthof NW von Tanzfleck              |                | 371A014   | Freihung Position                          | Oberpfälzer Grundgebirgsvorland | In der inzwischen aufgelassenen Grube wurden früher Quarz-Feldspat-Kaolinsande des mittleren Buntsandsteins als Rohstoff für die keramische Industrie abgebaut. Ein großer Teil des Grubengeländes beherbergt heute einen See. Die Kaolinsande sind altersgleich zu denen bei Hirschau-Schnaittenbach. Es handelt sich jeweils um stark kaolinisierte feldspatreiche Flusssedimente (Rinnenablagerungen, Schichtflutsedimente). | 93750 375 × 250          | Typ: Gesteinsart Art: Arkose                                                                                           | Kiesgrube/Sandgrube  | wertvoll     | kein Schutzgebiet                                          |                                 |
| Ehemaliger Steinbruch N von Malsbach                       |                | 371A017   | Hohenburg Position                         | Mittlere Frankenalb             | In dem aufgelassenen Steinbruch sind Werkalk (Malm Beta) und Unter-Kimmeridge-Schichten (Malm Gamma) aufgeschlossen. Die ehemals gut sichtbare Schichtgrenze der beiden Einheiten ist als Folge des Bewuchses nicht mehr zu erkennen. Die gebankten Kalke sind fossilführend (z. B. Mollusken: Muschelschalen, Belemnitenrostren). | 200 20 × 10              | Typ: Schichtfolge Art: Kalkstein                                                                                       | Steinbruch           | bedeutend    | Landschaftsschutzgebiet, Naturpark                         |                                 |
| Aufschluss am Mausberg SW von Gebenbach                    |                | 371A020   | Hahnbach Position                          | Oberpfälzer Grundgebirgsvorland | Am Mausberg sind auf einer kleinen Fläche schräggeschichtete Sandsteine der Rhät-Lias-Übergangsschichten aufgeschlossen. Die Sandsteine erreichen hier eine Mächtigkeit von 12 – 15 Meter und bilden im Hang eine Steilstufe. In dem ziemlich zugewachsenen Aufschluss sind noch die Bearbeitungsspuren vom Abbau zu erkennen. | 100 10 × 10              | Typ: Gesteinsart Art: Sandstein                                                                                        | sonstiger Aufschluss | bedeutend    | kein Schutzgebiet                                          |                                 |
| Aufschlüsse W von Kricklhof                                |                | 371A021   | Hirschau Position                          | Oberpfälzer Grundgebirgsvorland | In dem ehemaligen Steinbruch wurde feinkörniger Granit abgebaut, der hier unter einer dünnen Schicht des Deckgebirges zu Tage tritt. Der Granit ist noch relativ gut zu sehen, die aufliegenden etwa 1 Meter mächtigen permotriadischen Sedimente (Karneoldolomit) ist dagegen kaum noch zu sehen. | 150 15 × 10              | Typ: Diskordanz, Schichtfolge Art: Granit, Dolomitstein                                                                | Steinbruch           | bedeutend    | kein Schutzgebiet                                          |                                 |
| Kaolingruben bei Hirschau-Schnaittenbach                   | weitere Bilder | 371A022   | Hirschau Position                          | Oberpfälzer Grundgebirgsvorland | Bereits seit der ersten Hälfte des 19. Jahrhunderts wird im Raum Hirschau – Schnaittenbach Kaolin (Porzellanerde) abgebaut. Hier tritt die etwa 40 Meter mächtige Schichtfolge des Höheren Hauptbuntsandsteines (Mittlerer Buntsandstein) zu Tage. Der Abbau der auffällig hellen, kaolinithaltigen Sande erfolgt im Tagebau. Ursprünglich als feldspathaltiger Sand abgelagert, ist die Schichtfolge stark kaolinisiert, das heißt der Feldspat ist weitgehend in das Tonmineral Kaolinit umgewandelt. | 3000000 6000 × 500       | Typ: Kaolinisierung, Gesteinsart Art: Sandstein                                                                        | Tagebau              | wertvoll     | kein Schutzgebiet                                          | Bayerns schönste Geotope Nr. 65 |
| Sandgrube NNW von Atzmannsricht                            |                | 371A024   | Gebenbach Position                         | Oberpfälzer Grundgebirgsvorland | Hier stehen mit mehreren Zehner Metern Mächtigkeit helle bis weiße, gleichmäßig feinkörnige, nur schwach gebundene Sande des Dogger-Beta an. Im Gegensatz zur ansonsten verbreiteten typischen braungelben Ausbildung der Dogger-Eisensandstein enthalten die Sande hier in der Region von Hirschau in der Regel kaum Eisen. In gewaschenen Zustand finden sie Verwendung in der Glasindustrie – daher der Name Glassand. Sie werden aber auch für verschiedene andere technische Zwecke genutzt. | 35000 175 × 200          | Typ: Gesteinsart Art: Sandstein                                                                                        | Kiesgrube/Sandgrube  | bedeutend    | kein Schutzgebiet                                          |                                 |
| Ehemaliger Steinbruch WSW von Bischofsreuth                |                | 371A028   | Königstein Position                        | Nördliche Frankenalb            | In dem alten Steinbruch sind großflächig gebankte Malm-Beta-Werkkalksteine aufgeschlossen (Fossilfundstelle). Aber bereits der Weg zu dem ehemaligen Steinbruch ist stark zugewachsen, der Steinbruch selbst ist fast gar nicht mehr zugänglich (stark verbuscht!). | 7500 150 × 50            | Typ: Gesteinsart Art: Kalkstein                                                                                        | Steinbruch           | bedeutend    | Landschaftsschutzgebiet, Naturpark                         |                                 |
| Ehem. Sandgrube W von Sand bei Auerbach                    |                | 371A030   | Auerbach in der Oberpfalz Position         | Nördliche Frankenalb            | Die ehemalige Sandgrube ist inzwischen zwar weitgehend zugewachsen, die Wand an der Ostseite erlaubt aber noch einen Eindruck der dort anstehenden Kreidesedimente – dem Auerbacher Kellersandstein. An dem Aufschluss tritt grobkörnige bis feinkiesige Arkose zu Tage, also ein Sand der neben Quarz auch einen deutlichen Anteil Feldspat enthält. Der Sand(stein) ist nur schwach gebunden. Er ist in mehrere Dezimeter mächtige Bänke gegliedert, die intern eine Schrägschichtung zeigen. | 20 10 × 2                | Typ: Gesteinsart Art: Arkose                                                                                           | Kiesgrube/Sandgrube  | wertvoll     | FFH-Gebiet, Naturpark                                      |                                 |
| Straßenböschung mit Felsenkeller in Auerbach               |                | 371A031   | Auerbach in der Oberpfalz Position         | Nördliche Frankenalb            | An der Böschung sind die um Auerbach verbreiteten kreidezeitlichen Sedimente – der Auerbacher Kellersandstein – aufgeschlossen. Der grobkörnige Quarz-Feldspat-Sandstein (Arkose) zeigt als auffälligste Sedimentstrukturen Schrägschichtung sowie Ausfällungen von Eisenhydroxid (gelb-braune Färbungen). Der schwach gebundene Sandstein lässt sich leicht bearbeiten, wie die Schrämspuren und die Felsenkeller an der Straße beweisen. Nach den Felsenkellern hat der Sandstein auch seinen Namen. | 100 50 × 2               | Typ: Gesteinsart, Felsenkeller Art: Arkose                                                                             | Böschung             | wertvoll     | Naturpark                                                  |                                 |
| Sandsteinfelsen in Aschach                                 |                | 371A032   | Freudenberg Position                       | Oberpfälzer Grundgebirgsvorland | Mitten im Ort an der Böschung sind Sandsteine der Rhätolias-Übergangsschichten aufgeschlossen. Die gelbbraunen Sandsteine, die hier als Grobsandsteine ausgebildet sind, zeigen Schrägschichtung. Sie lassen sich leicht bearbeiten, wie die in den Stein geschlagenen Felsenkeller beweisen. Die Sandsteine sind gegenüber den unterlagernden Feuerletten und den überlagernden Liastonen deutlich standfester, so dass sie als markante Steilstufe (Schichtstufe) in Erscheinung treten. | 40 20 × 2                | Typ: Gesteinsart Art: Sandstein                                                                                        | Böschung             | wertvoll     | kein Schutzgebiet                                          |                                 |
| Konglomeratblöcke N von Hohenkemnath                       |                | 371A033   | Ursensollen Position                       | Mittlere Frankenalb             | In dem Wäldchen verbirgt sich ein Blockstrom (sowie zusammengetragene Blöcke) aus Amberger Erzkonglomerat. Die Konglomerat- und Brekzienblöcke enthalten Bruchstücke aus Malmkalk, Kieselknollen und Eisenerzbrocken sowie Quarzgerölle. Eingebettet ist das Material in eine gelbliche bis tiefdunkelrote sandige Matrix. Entstanden ist das Gestein im Obercenoman beim Vordringen des Meeres in die Amberger Bucht, in der wegen tektonischer Bewegungen sowohl Kreideerz als auch Jurakalk anstand. | 2500 50 × 50             | Typ: Gesteinsart, Blockstrom Art: Breccie, Konglomerat                                                                 | Block                | wertvoll     | Naturpark                                                  |                                 |
| Ehem. Glassandgrube N von Atzmannsricht                    |                | 371A034   | Hirschau Position                          | Oberpfälzer Grundgebirgsvorland | Ehemalige Glassandgrube, nach Neubau der Bundesstraße aufgelassen. Die Grube wurde nicht verfüllt und wird in Zukunft wohl eine der wenigen Dogger-Glassand-Gruben sein, die dauerhaft erhalten bleiben könnten. | 3000 100 × 30            | Typ: Gesteinsart Art: Sand                                                                                             | Kiesgrube/Sandgrube  | bedeutend    | kein Schutzgebiet                                          |                                 |
| Aufgel. Steinbruch NE von Großschönbrunn                   |                | 371A035   | Freihung Position                          | Nördliche Frankenalb            | In den Haarhölzern NE von Großschönbrunn befindet sich ein ausgedehntes Areal mit aufgelassenen Steinbrüchen im Seugaster Sandstein (Werksandstein des Oberturon). Die Aufschlüsse bieten u. a. eine bis ca. 10 m hohe Abbauwand mit Bearbeitungsspuren. Es handelt sich um die einzigen als Geotop erfassten Aufschlüsse im Seugaster Sandstein. | 35000 500 × 70           | Typ: Gesteinsart, Schichtfolge, Steinbruch/Grube Art: Sandstein                                                        | Steinbruch           | wertvoll     | kein Schutzgebiet                                          |                                 |
| Steinbruch NNE von Theuern                                 |                | 371A036   | Kümmersbruck Position                      | Mittlere Frankenalb             | Die Gesteine dieses Geotops gehören nach moderner Nomenklatur in die Arzberg-Formation (Unter-Kimmeridgium) und Theuern-Subformation der Treuchtlingen-Formation (unteres Ober-Kimmeridgium). Im unteren Bereich des Steinbruchs ist die Arzberg-Fomration abgebaut worden. Die Theuern-Subformation bildet den oberen Abschluss des Aufschlusses. | 70000 350 × 200          | Typ: Typlokalität, Schichtfolge Art: Kalkstein                                                                         | Steinbruch           | wertvoll     | Landschaftsbestandteil, Landschaftsschutzgebiet, Naturpark |                                 |
| Ehemalige Sandgrube E von Diebis                           |                | 371A037   | Ebermannsdorf Position                     | Mittlere Frankenalb             | Knollensand-Subformation (der unterturonen Winzerberg-Formation) in atypischer Ausbildung mit deutlichem Feldspatgehalt, Fossil(bruch)führung. | 0 keine Angabe           | Typ: Gesteinsart, Schichtfolge Art: Sandstein                                                                          | Kiesgrube/Sandgrube  | bedeutend    | kein Schutzgebiet                                          |                                 |
| Aufschluss NE von Leidersdorf                              |                | 371A038   | Ensdorf Position                           | Mittlere Frankenalb             | Die Gesteine dieses Geotops gehören nach moderner Nomenklatur in die Untere Frankenalb-Formation. Mit den im BIS hinterlegten Angaben zu Gestein und Stratigraphie kann die Geologie dieses Geotops zurzeit (März 2014) nur sehr unzureichend wiedergeben werden. | 40 20 × 2                | Typ: Schichtfolge Art: Kalkstein                                                                                       | Böschung             | bedeutend    | kein Schutzgebiet                                          |                                 |
| Felsfreistellung E von Spieshof                            |                | 371A039   | Rieden Position                            | Mittlere Frankenalb             | Die Gesteine dieses Geotops gehören nach moderner Nomenklatur in die Frankenalb-Formation. Dieses Vorkommen ist dasjenige mit den jüngsten Gesteinen des Weißjura auf dem Kartenballt Rieden. Neben den Massendolomiten ist hier der Velburg-Horizont entwickelt. Dies ist ein markanter Leithorizont. Mit einer Mächtigkeit von bis zu 5 Metern tritt dieser Horizont mit mittelbankigen und ebenflächigen Kalk- und Dolomitsteinen weit verbreitet in der Frankenalb auf und trennt sowohl die Massendolomite/-kalke der Unteren von der Mittleren Frankenalb-Formation ab, wie auch die dickbankigen bis riesenbankigen Dolomite der Bernhof-Subfomation der Pottenstein-Formation von den darüber folgenden Schichtgliedern der Pottenstein-Formation. Mit den im BIS hinterlegten Angaben zu Gestein und Stratigraphie kann die Geologie dieses Geotops zurzeit (März 2014) nur sehr unzureichend wiedergegeben werden.                                                                        | 300 30 × 10              | Typ: Schichtfolge, Gesteinsart Art: Dolomitstein                                                                       | Felshang/Felskuppe   | wertvoll     | Landschaftsschutzgebiet, Naturpark                         |                                 |
| Steinbruch NE von Spieshof                                 |                | 371A040   | Rieden Position                            | Mittlere Frankenalb             | Die Gesteine dieses Geotops gehören nach moderner Nomenklatur zur Theuern-Subformation der Treuchtlingen-Formation Mit den im BIS hinterlegten Angaben zu Gestein und Stratigraphie kann die Geologie dieses Geotops zurzeit (März 2014) nur sehr unzureichend wiedergeben werden. | 750 50 × 15              | Typ: Gesteinsart Art: Kalkstein                                                                                        | Steinbruch           | bedeutend    | Landschaftsschutzgebiet, Naturpark                         |                                 |
| Felsfreistellung N von Spieshof                            |                | 371A041   | Rieden Position                            | Mittlere Frankenalb             | Die Gesteine dieses Geotops gehören nach moderner Nomenklatur in die Bernhof-Subformation der Pottenstein-Formation. Mit den im BIS hinterlegten Angaben zu Gestein und Stratigraphie kann die Geologie dieses Geotops zurzeit (März 2014) nur sehr unzureichend wiedergegeben werden. | 4500 150 × 30            | Typ: Gesteinsart, Felsgruppe Art: Dolomitstein                                                                         | Felshang/Felskuppe   | wertvoll     | Landschaftsschutzgebiet, Naturpark                         |                                 |
| Kalkbruch am Westfuß des Riedener Schloßberges             |                | 371A042   | Rieden Position                            | Mittlere Frankenalb             | Der aufgelassene Steinbruch wurde erstmals in der Baustoffkarte von 1947 als Objekt 565/12 gelistet (Werkkalk des Unteren Malm), in der Steinbruchkartei 1957 dann als Objekt 565/16. Die Gesteine dieses Geotops gehören nach moderner Nomenklatur in die Arzberg-Formation (Unter-Kimmeridgium) und Bernhof-Subformation der Pottenstein-Formation (unteres Ober-Kimmeridgium). Abgebaut wurden die Kalksteine der Arzberg-Formation abgebaut worden. Die durch die Dolomite geprägte Bernhof-Subformation steht unmittelbar oberhalb des Aufschlusses an. Der in Gemeindeeigentum befindliche Steinbruch wurde 2013 freigestellt und zeigt u. a. (Paläo-)Karsterscheinungen. Mit den im BIS hinterlegten Angaben zu Gestein und Stratigraphie kann die Geologie dieses Geotops zurzeit (März 2014) nur sehr unzureichend wiedergeben werden. | 4900 140 × 35            | Typ: Schichtfolge, Gesteinsart Art: Kalkstein, Dolomitstein                                                            | Steinbruch           | wertvoll     | Naturpark                                                  |                                 |
| Aufgelassener Steinbruch in Schmidmühlen                   |                | 371A043   | Schmidmühlen Position                      | Mittlere Frankenalb             | Der aufgelassene Steinbruch liegt an der Straße Richtung Burglengenfeld (St 2235). Es stehen deutlich gebankte Kalke der Arzberg-Formation (ehemals: Obere Mergelkalke des Malm gamma) an, die Arzberg-Formation ist vollständig aufgeschlossen. Eine größere Karstschlotte befindet sich etwa in der Mitte der Aufschlusswand. In der Südostwand sind horizontale Harnische erkennbar. Das Gelände wird heute als Stützpunkt des Straßenbauamts genutzt. Das Betreten ist nach Rücksprache möglich. | 3200 80 × 40             | Typ: Gesteinsart, Schichtfolge, Störung, Sedimentstrukturen, Karstschlot, Karstspalte, Steinbruch/Grube Art: Kalkstein | Steinbruch           | wertvoll     | Naturpark                                                  |                                 |
| Ehem. Steinbruch E von Sigras                              |                | 371A046   | Edelsfeld Position                         | Nördliche Frankenalb            | Steinbruch in der geschichteten Fazies des Weißjura. Abgebaut wurden die Bankkalke der Hartmannshof-Formation (Werkkalke) und der Arzberg-Formation (Obere Mergelkalke). Die Grenze zwischen beiden Einheiten sind die Gesteine der Platynota-Zone mit der namensgebenden Ammonitenart Sutneria platynota. Gegenüber den Kalksteinen im Liegenden und Hangenden ist dieser Bereich sehr stark mergelbetont (Platynota-Mergel). Die Sohle des aufgelassenen Steinbruch ist sehr stark verwachsen und verwildert, so dass ein Betreten in der Vegetationszeit nur sehr schwer möglich ist. | 7500 150 × 50            | Typ: Schichtfolge, Gesteinsart Art: Kalkstein                                                                          | Steinbruch           | bedeutend    | kein Schutzgebiet                                          |                                 |
| Bahneinschnitt WSW von Schlicht                            |                | 371A047   | Vilseck Position                           | Nördliche Frankenalb            | Entlang der etwa 200 m langen Bahmböschung sind immer wieder gelblichbraune bis rostbraune Doggersandsteine aufgeschlossen. Hinweis zur Geologie: Die Weißjura-Kalksteine, die auf der Ostseite (neben dem Radweg) des Einschnitts aus dem Hang herausschauen sind kein Anstehendes, sondern dort zur Stabilisierung des Hanges eingebaut! Hinweis zur Bahnstrecke: Das Betreten des Bahngeländes (Strecke Nürnberg – Weiden) ist verboten. Die erschlossenen Dogersandsteine befinden sich im unmittelbaren Gefahrenbereich des Zugverkehrs. | 1000 200 × 5             | Typ: Schichtfolge, Gesteinsart Art: Sandstein                                                                          | Böschung             | bedeutend    | Landschaftsschutzgebiet                                    |                                 |
| Ehem. Sandgrube am Schwabenberg SE von Axtheid-Berg        |                | 371A050   | Vilseck Position                           | Nördliche Frankenalb            | Hier liegen die sogenannten Vilsecker Bausande vor. Diese hellen bis bräunlichen, schräg geschichteten Quarz-Feldspat – Kaolinsande (mit hin und wieder eingeschalteten Limonitlinsen und -lagen) werden heute zur Seugast Subformation der Roding Formation gestellt. (Geologie unter Stamm 2 – Geologische Beschreibung stimmt so nicht, die für Geotope hinterlegte Stratigraphie erlaubt derzeit aber keine sinnvollere Zuordnung). Die Nordostwand der Grube ist heute noch aufgeschlossen und erlaubt somit einen Einblick in den Schichtaufbau. | 1200 40 × 30             | Typ: Gesteinsart, Schichtfolge Art: Sand                                                                               | Kiesgrube/Sandgrube  | bedeutend    | kein Schutzgebiet                                          |                                 |
| Hohlweg SW von Oberlohhof                                  |                | 371A051   | Vilseck Position                           | Nördliche Frankenalb            | Grenzbereich zwischen Seugast-Subformation der Roding-Formation und Jeding-Formation. Der gelblich-braune, unreife Seugaster Sandstein, der in einem festländischen Milieu abgelagert wurde, wird durch einen limonitischen Horizont abgeschlossen. Dieser ist im Hohlweg erschlossen. Ein in den Sandstein eingeschlagener Höhenpunkt der Landesvermessung markiert diesen Bereich zusätzlich. Über dem Limonithorizont setzen die hell grünlichgrauen, gleichkörnigen und meist feinkörnigen Sandsteine der Jeding-Formation ein. Eine geringe bis sehr geringe, aber so gut wie immer vorhandene Glimmerführung ist charakteristisch für diesen Sandstein, der unter flachmarinen Bedingungen abgelagert worden ist. | 2 2 × 1                  | Typ: Gesteinsart Art: Sandstein                                                                                        | Böschung             | bedeutend    | kein Schutzgebiet                                          |                                 |
| Ehem. Steinbruch SW von Wickenricht                        |                | 371A052   | Vilseck Position                           | Nördliche Frankenalb            | Der ehemalige Steinbruch im Steinschlag SW von Wickenricht ist ein Beispiel für die früher zahlreichen kleinen Steinbrüche in den Kalken des Weißjura, die zur lokalen Versorgung der nächstgelegenen Ortschaften vor allem mit Wegebaumaterial angelegt worden waren. Abgebaut wurden an dieser Stelle die gut gebankten Kalksteine der Hartmannshof-Formation (Werkkalke). Die hier relativ intensive, engständige Klüftung lässt die Kalksteine kleinstückig zerfallen. | 900 30 × 30              | Typ: Schichtfolge, Gesteinsart Art: Kalkstein                                                                          | Steinbruch           | bedeutend    | kein Schutzgebiet                                          |                                 |
| Ehem. Steinbruch SW von Reisach                            |                | 371A053   | Vilseck Position                           | Nördliche Frankenalb            | An der nördlichen Hangkante zum Vilstal wurden W von Schlicht nach dem 2. Weltkrieg mehrere kleine Steinbrüche zur Gewinnung von Packlage, Schotter und Splitt sowie Weißkalk und Düngekalk betrieben. Einer dieser Steinbrüche ist der ca. 300 m SW von Reisach am sog. Teufelsweg gelegene kleine Steinbruch, in dem Kalksteine der Hartmannshof-Formation des Weißjura abgebaut wurden. Keine 100 m SSW von diesem Steinbruch liegt ein weiterer ehem. Abbau in diesen Gesteinen. Das frostbeständige Material war als Straßenschotter sehr gut brauchbar. Kurzzeitig wurde es aber auch zu Branntkalk verarbeitet. Der dazu genutzte Kalkofen steht SE von Reisach im Vilstal und ist heute noch erhalten. | 1800 60 × 30             | Typ: Schichtfolge, Gesteinsart Art: Kalkstein                                                                          | Steinbruch           | bedeutend    | kein Schutzgebiet                                          |                                 |
| Ehem. Steinbruch SE von Reisach                            |                | 371A055   | Vilseck Position                           | Nördliche Frankenalb            | An der nördlichen Hangkante zum Vilstal wurden W von Schlicht einige Steinbrüche zur Gewinnung von Packlage, Schotter und Splitt sowie Weißkalk und Düngekalk betrieben. Abgebaut wurden dabei die Kalksteine der Hartmannshof-Formation des Weißjura. Im Steinbruch SE von Reisach wurde das abgebaute Material für den jeweiligen Verwendungszweck aufbereitet. Unter anderem wurde in einem nach dem 2. Weltkrieg neu erbauten Kalkofen auch Branntkalk hergestellt. Aber bereits nach wenigen Jahren wurde die Branntkalkherstellung wieder eingestellt. Alle diese Steinbrüche sind schon seit vielen Jahren aufgelassen und nur noch der Kalkofen und einige offene Bruchwände erinnern noch an den Abbau. | 6300 70 × 90             | Typ: Gesteinsart, Kalkofen Art: Kalkstein                                                                              | Steinbruch           | bedeutend    | kein Schutzgebiet                                          |                                 |
| Eisenerzabbau Anna-Schacht                                 |                | 371G001   | Sulzbach-Rosenberg Position                | Oberpfälzer Grundgebirgsvorland | Von der 1974 stillgelegten Grube steht nur noch der Förderturm des St.Anna-Schachtes (Industriedenkmal). Der Untertageabbau der Eisenerzfelder bei Sulzbach-Rosenberg begann im 19. Jahrhundert. Da bei den direkt in die Erzkörper abgeteuften Schächten eine große Menge Erz nicht abgebaut werden konnte (Sicherheitspfeiler), wurde 1954 unter schwierigen Bedingungen der St.Anna-Schacht als Zentralschacht außerhalb der Erzformation durch sandige und tonige Oberkreidesedimente bis in den Malmkalk abgeteuft. | 2500 50 × 50             | Typ: Schacht Art: Eisenerz, Sandstein, Schluffstein                                                                    | kein Aufschluss      | bedeutend    | kein Schutzgebiet                                          |                                 |
| Eisenerzabbau Grube Leonie                                 | weitere Bilder | 371G002   | Auerbach in der Oberpfalz Position         | Nördliche Frankenalb            | In Auerbach haben vermutlich bereits die Kelten Eisenerz gewonnen. Im Mittelalter begann der Abbau des oberen Erzlagers. Der Tiefbau der Grube Leoni mit Erzgewinnung aus dem unteren Lager wurde 1972 eröffnet, die Grube war bis 1989 in Betrieb. Das ehemalige Betriebsgelände ist heute Industriestandort, der Förderturm steht noch. Nördlich und östlich schließt sich das über dem unterirdischen Abbaufeld entstandene Bruchfeld mit zahlreichen Einsturztrichtern (Pingen, z. T. wassergefüllt) an (NSG). | 40000 200 × 200          | Typ: Schacht, Pinge/nfeld Art: Eisenerz, Sandstein                                                                     | kein Aufschluss      | bedeutend    | Naturpark                                                  |                                 |
| Monte Kaolino bei Hirschau                                 | weitere Bilder | 371G004   | Hirschau Position                          | Oberpfälzer Grundgebirgsvorland | Nahe den Ortschaften Hirschau und Schnaittenbach werden seit langer Zeit kaolinitische Sande aus dem mittleren Buntsandstein zur Gewinnung des Tonminerals Kaolinit abgebaut. Kaolinit – das weiße Gold der Oberpfalz – wird vor allem in der Keramikindustrie z. B. zur Porzellanherstellung benötigt. Das Abraummaterial (Quarzsand) des Kaolinbergbaus bildet heute einen mehr als 100 m hohen Berg, den Monte Kaolino. Die künstliche Aufschüttung wird als Skipiste touristisch genutzt. | 160000 400 × 400         | Typ: Halde Art: Sand                                                                                                   | kein Aufschluss      | wertvoll     | kein Schutzgebiet                                          |                                 |
| Maffei-Schächte der Grube Nitzlbuch                        |                | 371G005   | Auerbach in der Oberpfalz Position         | Nördliche Frankenalb            | In der ausgedehnten Mulde weisen Halden und Vertiefungen auf den ehemaligen Bergbau hin (Bruchfeld über dem abgebauten Erzlager). Die Förderanlage mit den beiden Fördertürmen ist noch erhalten. Auf dem ehemaligen Betriebsgelände befindet sich heute ein Bergbaumuseum. Öffnungszeiten (Stand 2014): Mai bis September sonntags 15–17 Uhr, Information: http://www.museumtheuern.de/museum/. | 60000 300 × 200          | Typ: Schacht Art: Eisenerz                                                                                             | kein Aufschluss      | bedeutend    | Denkmalschutz, Naturpark                                   |                                 |
| Bruchfeld Großenfalz                                       |                | 371G006   | Sulzbach-Rosenberg Position                | Oberpfälzer Grundgebirgsvorland | Das NSG Großenfalz liegt direkt über einem ehemaligen Eisenerzkörper, der von 1959 bis 1974 nahezu vollständig abgebaut wurde. Die damalige Ortschaft musste Anfang der 1960er Jahre umgesiedelt werden. Der Erzabbau ging so vonstatten, dass das Eisenerz scheibenweise entnommen wurde, bis der Erzkörper erschöpft war. Später brach das Gebirge über dem Hohlraum ein und hinterließ an der Erdoberfläche ein Bruchfeld mit sehr unruhiger Morphologie. Die größte Pinge ist heute mit Wasser gefüllt (See). | 20000 200 × 100          | Typ: Pinge/nfeld Art: Sand, Ton                                                                                        | kein Aufschluss      | wertvoll     | Naturschutzgebiet                                          |                                 |
| Bruchfeld am Galgenberg                                    |                | 371G007   | Sulzbach-Rosenberg Position                | Oberpfälzer Grundgebirgsvorland | Das Bruchfeld am Galgenberg ist eines von mehreren Bruchfeldern, die die ehemalige Lage der abgebauten Eisenerzkörper von Sulzbach-Rosenberg nachzeichnen. Sie ziehen etwa NNW-SSE von Großenfalz zum Eichelberg. Die beim Abbau entstandenen Hohlräume brachen später zusammen, das Gestein darüber sackte nach. Dadurch entstanden die Bruchfelder mit tiefen Spalten und Pingen. Die Spalten am Oberhang reichten früher mehr als 20 m tief. Die Bewegungen sind noch nicht abgeschlossen. | 45000 300 × 150          | Typ: Pinge/nfeld Art: Dolomitstein, Sandstein, Tonstein                                                                | Pinge                | bedeutend    | kein Schutzgebiet                                          |                                 |
| Mühlsteinbruch W von Massenricht                           |                | 371G008   | Hirschau Position                          | Oberpfälzer Grundgebirgsvorland | Zwischen Ehenfeld und Freihung sind die kreidezeitlichen Sandsteine der Roding-Formation (Ehenfelder Schichten) entlang der Freihunger Störungszone senkrecht aufgerichtet bzw. leicht überkippt. Die hier stark verkieselten Gesteine eigneten sich zur Herstellung von Mühlsteinen. Daher wurden in diesem Bereich zahlreiche, perlschnurartig aneinander gereihte Mühlsteinbrüche angelegt, in denen jahrhundertelang abgebaut wurde. Hiervon zeugt noch heute der große, teilweise verfüllte und teilweise unter Wasser stehende Bruch westlich Massenricht, der bis 1893 in Betrieb war. Die eindrucksvolle östliche Bruchwand stellt eine komplexe Störungsstruktur dar, in der sich Aufschiebungen und Seitenverschiebungen intensiv vergittern, so dass in ihr sowohl geröllführende kreidezeitliche Gesteine, als auch feinkörnige, weißgraue (gebleichte) Sandsteine der Eisensandstein-Formation (Dogger Beta) aus dem unmittelbaren Unterlager der Mühlsandsteine erschlossen anstehen. | 12500 250 × 50           | Typ: Steinbruch/Grube, Störung, Lagerungsverhältnisse Art: Sandstein, Quarzsandstein                                   | Steinbruch           | wertvoll     | kein Schutzgebiet                                          |                                 |
| Osterhöhle (A 94) bei Trondorf (Schauhöhle)                | weitere Bilder | 371H002   | Neukirchen bei Sulzbach-Rosenberg Position | Mittlere Frankenalb             | Im wenig gebankten Frankendolomit ist ein ausgedehntes Gangsystem mit domartigen Erweiterungen ausgebildet. Die etwa 200 m lange Schauhöhle mit ihren vielfältigen Tropfsteinbildungen kann im Sommer an Sonn- und Feiertagen besichtigt werden. | 2220 185 × 12            | Typ: Karst-Horizontalhöhle Art: Dolomitstein                                                                           | Höhle                | bedeutend    | Bodendenkmal, FFH-Gebiet, Naturpark                        |                                 |
| Schelmbachsteinhöhle (A32) W von Königstein                | weitere Bilder | 371H003   | Königstein Position                        | Nördliche Frankenalb            | Die Höhle wird auch als Schelmbachsteinloch oder Breitensteiner Bäuerin bezeichnet. Ihre beiden Eingangsschächte führen in ein verzweigtes Etagensystem von bemerkenswerter Dimension mit Hallen und Verbindungsschächten. Die Gesamtganglänge beträgt 230 m, die Tiefe reicht bis −41 m unter den Eingang. Am Grund der Eingangsschächte wurden urgeschichtliche Funde gemacht (unter anderem menschliche Schädel). Die Höhle zeigt etwas Versinterung, im Bereich der Einstiegsschächte kann es im Winter zu Eisbildungen kommen. Die Befahrung ist nur mit Schachtausrüstung möglich. | 4600 230 × 20            | Typ: Karst-Schacht-&Horizontalhöhle Art: Dolomitstein                                                                  | Höhle                | bedeutend    | Naturdenkmal, Bodendenkmal, Landschaftsschutzgebiet        |                                 |
| Osterloch (E8) SE von Illschwang                           | weitere Bilder | 371H005   | Illschwang Position                        | Mittlere Frankenalb             | Am Südosthang des Felsmassivs Hainsberg liegt am Ostende der großen Felswand der Eingang zum Osterloch bei Illschwang. Durch einen etwa 2 m breiten und 1 m hohen Eingang gelangt man in eine geräumige nach hinten abfallende Halle mit flachgewölbter Decke und Versinterungen. Im hinteren Teil gabelt sich der Raum auf. In der Höhle wurden vorgeschichtliche Funde gemacht. | 100 25 × 4               | Typ: Karst-Horizontalhöhle Art: Dolomitstein                                                                           | Hanganriss/Felswand  | bedeutend    | Naturdenkmal, Bodendenkmal, Landschaftsschutzgebiet        |                                 |
| Ponordoline mit Höhle A269                                 | weitere Bilder | 371H006   | Neukirchen bei Sulzbach-Rosenberg Position | Mittlere Frankenalb             | Der Eingang zu der bisher auf 136 m Ganglänge vermessenen Höhle (Höhle im Erdfall) liegt in einer ovalen Doline. Ein ausgeprägter Graben mündet von NE in die Doline ein. | 200 20 × 10              | Typ: Karst-Schacht-&Horizontalhöhle, Doline, Ponor Art: Dolomitstein                                                   | Hanganriss/Felswand  | wertvoll     | Naturdenkmal, Landschaftsschutzgebiet, Naturpark           |                                 |
| Höhle A56 bei Steinamwasser                                | weitere Bilder | 371H007   | Auerbach in der Oberpfalz Position         | Nördliche Frankenalb            | Der Eingang zur Höhle ohne Namen in Steinamwasser öffnet sich in einer Felswand direkt hinter dem Gasthaus Zur frischen Quelle. Das ausgedehnte Gang- und Hallensystem erstreckt sich auf einer Gesamtlänge von 530 m. Ausgebildet sind eine Vielzahl von Druckleitungs- und Lösungsformen, wie Tropfsteine, Sintergletscher, Wand- und Bodensinter, Deckenkolke und Wandkarren. Die Höhle ist versperrt (Schlüssel im Gasthaus, bei starkem Regen nicht befahrbar). | 5300 530 × 10            | Typ: Karst-Horizontalhöhle Art: Dolomitstein                                                                           | Hanganriss/Felswand  | bedeutend    | Naturdenkmal, Naturpark                                    |                                 |
| Höhle Felslindl ENE von Saaß (A54)                         | weitere Bilder | 371H008   | Auerbach in der Oberpfalz Position         | Nördliche Frankenalb            | Die Höhle Felslindl (oder Felsländl) liegt am Nordufer des Speckbaches. Die große 16 m breite und 5 m hohe Eingangshalle ist bei der Bevölkerung seit jeher bekannt. An diese Halle schließt sich ein Höhlensystem von insgesamt 110 m Länge an. Ein Deckeneinbruch hat einen zweiten Eingang geschaffen. Die Höhle ist durch Wandschmierereien, Rußablagerungen und Abfall im Eingangsbereich stark beeinträchtigt. Das Kampieren ist untersagt, um eine weitere Verschmutzung der Höhle zu vermeiden. | 1650 110 × 15            | Typ: Karst-Horizontalhöhle Art: Dolomitstein                                                                           | Hanganriss/Felswand  | bedeutend    | Naturdenkmal, Naturpark                                    |                                 |
| Appelshöhle (A 29) bei Vogelherd                           | weitere Bilder | 371H009   | Neukirchen bei Sulzbach-Rosenberg Position | Nördliche Frankenalb            | Die 80 m lange Höhle weist Versinterungen und ausgeprägte Laugformen auf. Der Eingang ist verschlossen. In der Schauhöhle wurden wichtige vorgeschichtliche Funde gemacht. | 960 80 × 12              | Typ: Karst-Schacht-&Horizontalhöhle Art: Dolomitstein                                                                  | Hanganriss/Felswand  | bedeutend    | Naturdenkmal, Bodendenkmal, Naturpark                      |                                 |
| Schelmbachsteingrotte W von Königstein (A34)               | weitere Bilder | 371H011   | Königstein Position                        | Nördliche Frankenalb            | Die Schelmbachsteingrotte, auch als Sonnuhr oder Bauernloch bezeichnet, liegt am Westhang des Schelmbachsteins. Die Durchgangshöhle ist ein eindrucksvolles Beispiel für die Entwicklung einer Höhlenruine. An das Portal (16 m breit, 5 m hoch) schließt sich eine breite etwa 30 m lange Halle an. Im hinteren Teil, der von der Hochfläche des Gipfels her eingestürzt ist, gelangt man durch eine trichterartige Doline wieder ans Tageslicht. | 480 30 × 16              | Typ: Karst-Horizontalhöhle, Karst-Halbh./Naturbrücke Art: Dolomitstein                                                 | Höhle                | bedeutend    | Bodendenkmal, Landschaftsschutzgebiet, Naturpark           |                                 |
| Karstquelle bei Steinbach                                  | weitere Bilder | 371Q001   | Neukirchen bei Sulzbach-Rosenberg Position | Nördliche Frankenalb            | Die aus Karstspalten (tiefer Karst) aufsteigende Steinbachquelle ist in Stein gefasst. Die Quellschüttung beträgt etwa 15 bis 20 Liter in der Sekunde. | 9 3 × 3                  | Typ: Verengungsquelle Art: Kalkstein                                                                                   | kein Aufschluss      | bedeutend    | Naturpark                                                  |                                 |
| Karstquelle Sieben Quellen bei Sulzbach-Rosenberg          | weitere Bilder | 371Q002   | Sulzbach-Rosenberg Position                | Mittlere Frankenalb             | Im Breitenbrunner Tal treten zahlreiche Quellen zu Tage. Die starken Karstquellen (Sieben Quellen) liegen am Fuß von Dolomitfelsen, daran grenzen Feuchtflächen an. Durch die idyllische Landschaft führt ein Wanderweg. | 200 20 × 10              | Typ: Verengungsquelle, Felswand/-hang Art: Dolomitstein                                                                | Hanganriss/Felswand  | bedeutend    | Landschaftsschutzgebiet                                    |                                 |
| Kallmünzer zwischen Rieden und Thanheim                    | weitere Bilder | 371R002   | Rieden Position                            | Mittlere Frankenalb             | In verschiedenen Regionen der Frankenalb, so auch im Oberpfälzer Jura, treten an der Oberfläche immer wieder einzelne, meist silikatisch gebundene Sandsteinblöcke auf. Diese Reste der ehemals deutlich mehr als 100 m mächtigen Bedeckung dieses Gebietes mit Ablagerungen aus der Kreidezeit bezeichnet man als Kallmünzer. Anders als das sie ehemals umgebende Gestein entgingen sie aufgrund ihrer hohen Verwitterungsresistenz (bisher) der Abtragung. Der große, silikatisch gebundene Block aus grobkörnigem Quarzsandstein des Geotops 371R002 liegt direkt neben der Ortsverbindung nach Thanheim. Aufgrund seiner Lage ist eine Herkunft dieses Kallmünzers sowohl aus der Winzerberg-Formation der Oberkreide wie auch aus der Schutzfels-Formation der Unterkreide möglich – am wahrscheinlichsten ist jedoch die Zugehörigkeit in die Schutzfels-Formation. | 10 4 × 2                 | Typ: Reliktgesteine Art: Sandstein                                                                                     | Block                | bedeutend    | Naturdenkmal                                               |                                 |
| Felsgruppe Haustein NE von Unterpennading                  |                | 371R003   | Freudenberg Position                       | Naabgebirge                     | Die unregelmäßig zerklüftete Felsgruppe besteht aus mittelkörnigem, rotem Naabgranit mit roten Feldspäten. Eingelagert sind Quarze und schwarzgrüne, umgewandelte Biotite. Das kristalline Grundgebirge reicht hier bis weit westlich des Naabtales und ragt in das Oberpfälzer Hügelland hinein (= Naabgebirge). | 2500 50 × 50             | Typ: Felsgruppe Art: Granit                                                                                            | Hanganriss/Felswand  | bedeutend    | Naturdenkmal, Landschaftsschutzgebiet, FFH-Gebiet          |                                 |
| Osterlochfelsen SE von Illschwang                          |                | 371R005   | Illschwang Position                        | Mittlere Frankenalb             | Der Osterlochfelsen gehört zum bis zu 20 Meter steil abfallenden Felsmassiv Hainsburg. In der Wand aus Frankendolomit finden sich mehrere kleine Karstöffnungen sowie die Karsthöhle Osterloch bei Illschwang. Senkrechte Klüfte gliedern die Ost-West streichende Felswand in mehrere Abschnitte. Der Osterlochfelsen ist über einen markierten Wanderweg zu erreichen. | 11000 220 × 50           | Typ: Felswand/-hang, Karst-Horizontalhöhle Art: Dolomitstein                                                           | Hanganriss/Felswand  | bedeutend    | Naturdenkmal, Landschaftsschutzgebiet                      |                                 |
| Kalmusfelsen und Zuckerhut SE von Illschwang               |                | 371R006   | Illschwang Position                        | Mittlere Frankenalb             | Die 20 bis 30 Meter hohe Felswand mit vorgelagertem Felsturm liegt an einem bewaldeten Hang. Die ehemals gute Aussicht nach Norden von der Spitze der Felsen ist durch die hohen Bäume inzwischen etwas eingeschränkt. Die Felswand besteht aus dickbankigen Frankendolomit mit Hornsteinknollen und zeigt die für das Gestein charakteristische löchrige Anwitterung. Die Felsen sind über Wanderwege erreichbar. | 2000 100 × 20            | Typ: Felswand/-hang Art: Dolomitstein                                                                                  | Hanganriss/Felswand  | geringwertig | Naturdenkmal, Landschaftsschutzgebiet                      |                                 |
| Teufelskanzel S von Illschwang                             |                | 371R007   | Illschwang Position                        | Mittlere Frankenalb             | Der kanzelartige Felsturm aus Frankendolomit steht zusammen mit zwei weiteren Felstürmen, von Bäumen überragt, in einem Mischwald. Die undeutlich dickbankigen bis massigen Felsen zeigen das für dieses Gestein typische Aussehen: ein durch die Verwitterung löchriger Habitus. Auffällig sind Bänder aus weißen Hornsteinknollen, welche den Dolomitstein durchziehen. Die Teufelskanzel ist vom Wanderweg (Nr. 8) aus beschildert. | 100 10 × 10              | Typ: Felsturm/-nadel Art: Dolomitstein                                                                                 | Hanganriss/Felswand  | geringwertig | Naturdenkmal, Landschaftsschutzgebiet                      |                                 |
| Kühlochfelsen E von Königstein                             | weitere Bilder | 371R008   | Königstein Position                        | Nördliche Frankenalb            | Die Kühlochfelsen sind markante Felswände aus Frankendolomit, die zwar im Wald stehen, aber weitgehend unbewachsen sind. Teilweise werden sie als Kletterfelsen genutzt – das Kluftsystem hat viele Verschneidungen und Kanten geschaffen. Sie zeigen das typisch löchrige Erscheinungsbild des Frankendolomits. Das namensgebende Kühloch (A040), eine 60 m lange Karsthöhle mit einem hallenartigen Hauptraum öffnet sich am obersten Hang auf der NE-Seite. Das Areal ist über Wanderwege erreichbar. | 2000 100 × 20            | Typ: Felswand/-hang, Karst-Horizontalhöhle Art: Dolomitstein                                                           | Hanganriss/Felswand  | bedeutend    | Naturdenkmal, Bodendenkmal, Landschaftsschutzgebiet        |                                 |
| Kieselstein SW von Hohenzant                               |                | 371R009   | Vilseck Position                           | Oberpfälzer Grundgebirgsvorland | An der Steilstufe am Hang kommt Dogger-Beta-Eisensandstein zu Tage. Der Kieselstein ist ein völlig übersinterter Sandsteinfelsen, der durch eine tiefe Kluft vom Anstehenden abgetrennt ist. Während auf seiner Rückseite der typische Eisensandstein zu erkennen ist, ist seine Vorderseite völlig mit einer knolligen Kalkkruste überzogen. Die Entstehung der Knollen (Murmel bis Faust-Größe) ist unklar. Auf Grund des starken Bewuchses kommt dieser ungewöhnliche Felsen kaum zur Geltung. | 48 8 × 6                 | Typ: Felswand/-hang, Schichtfolge, Sedimentstrukturen Art: Sandstein                                                   | Hanganriss/Felswand  | bedeutend    | Naturdenkmal                                               |                                 |
| Koppenstein NW von Nasnitz                                 |                | 371R010   | Auerbach in der Oberpfalz Position         | Nördliche Frankenalb            | Markanter kleiner Felsturm aus gebankten Frankendolomit. Inzwischen erreichen Bäume und Gebüsch im unmittelbaren Umfeld fast die Höhe des Felsens und verdecken ihn teilweise. | 40 8 × 5                 | Typ: Felsturm/-nadel Art: Dolomitstein                                                                                 | Hanganriss/Felswand  | geringwertig | Naturdenkmal, Naturpark                                    |                                 |
| Kanonierfelsen bei Weidlwang                               |                | 371R012   | Auerbach in der Oberpfalz Position         | Nördliche Frankenalb            | Den markanten, hochaufragenden Dolomitfelsen in der Ortschaft Weidlwang ziert eine Kanone mit einer Soldatenfigur. Die Geschichte des Kanoniers geht auf eine Begebenheit in der Zeit des Dreißigjährigen Krieges zurück. | 900 30 × 30              | Typ: Felswand/-hang Art: Dolomitstein                                                                                  | Hanganriss/Felswand  | geringwertig | Naturpark, Naturdenkmal                                    |                                 |
| Schmelcherfels SW von Steinamwasser                        | weitere Bilder | 371R013   | Auerbach in der Oberpfalz Position         | Nördliche Frankenalb            | Der Schmelcherfelsen ist ein markanter Dolomitfelsen aus Frankendolomit am Nordufer des Flembachtales, durch das ein markierter Wanderweg führt. Der hochaufragende Felsen zeigt überwiegend einen massigen Habitus, nur im oberen Bereich der Felswand lassen sich Bankfugen erkennen. | 1800 60 × 30             | Typ: Felswand/-hang Art: Dolomitstein                                                                                  | Hanganriss/Felswand  | geringwertig | Naturdenkmal, Landschaftsschutzgebiet, Naturpark           |                                 |
| Felsen bei Steinamwasser                                   | weitere Bilder | 371R014   | Auerbach in der Oberpfalz Position         | Nördliche Frankenalb            | Die Ortschaft Steinamwasser ist von hohen Dolomitfelsen umsäumt, die jeweils auf mehreren 10er Quadratmetern Aufschlüsse zeigen. Bereits 1937 wurden verschiedene Felspartien unter Schutz gestellt. Drei der Felstürme aus Frankendolomit sind als Naturdenkmäler ausgewiesen u. a. Zwillingsfelsen und Brüderfelsen. Die Dolomitfelsen zeigen teilweise ausgeprägte Hohlkehlen und verschiedene Verkarstungserscheinungen. | 200 20 × 10              | Typ: Felswand/-hang Art: Dolomitstein                                                                                  | Hanganriss/Felswand  | bedeutend    | Naturdenkmal, Naturpark                                    |                                 |
| Der Pfaffenstein W von Eschenfelden                        |                | 371R016   | Hirschbach Position                        | Nördliche Frankenalb            | Der Pfaffenstein setzt sich aus mehreren großen Felsgruppen aus Frankendolomit zusammen. Von Eschenfelden führt ein markierter Wanderweg an dem Felsensemble vorbei. Der ehemals gute Aussichtspunkt ist inzwischen etwas zugewachsen. | 600 40 × 15              | Typ: Felswand/-hang Art: Dolomitstein                                                                                  | Hanganriss/Felswand  | bedeutend    | Naturdenkmal, Landschaftsschutzgebiet, Naturpark           |                                 |
| Riesentor und Haustüre SE von Riglashof                    |                | 371R017   | Hirschbach Position                        | Nördliche Frankenalb            | Das ausgedehnte Felsenareal mit mehreren Felsburgen liegt auf dem Gipfel des Holzberges und weist mehrere Felstore auf. z. B. das Riesentor und die Haustüre. Die Felsen bestehen aus deutlich gebankten, dickbankigen Karbonatgestein mit einem zuckerkörnigen Aussehen und löchriger Verwitterung. Auffällig sind zahlreiche kleine Hornsteinknollen (Durchmesser ca. 2 cm), die als weiße Schusser optisch hervorstechen. | 10000 100 × 100          | Typ: Felsburg, Karst-Halbh./Naturbrücke Art: Dolomitstein                                                              | Hanganriss/Felswand  | wertvoll     | Naturdenkmal, Landschaftsschutzgebiet, FFH-Gebiet          |                                 |
| Quarzitblöcke (Kallmünzer) W von Eschenfelden              |                | 371R018   | Hirschbach Position                        | Nördliche Frankenalb            | Nördlich von P 494 (Kranawitten) trifft man auf eine Gruppe zahlreicher Kallmünzerblöcke (weißlich, gelblich und rötlich gefärbte Quarzsandsteine), die als Reste der ehemaligen Kreidebedeckung (verkieselte Quarzsandsteine der Michelfelder Schichten) hier auf einer ausgedehnten Dolomithochfläche liegen. Die Härtlingsblöcke sind vermutlich im Eiszeitalter durch Bodenfließen (Solifluktion) verlagert worden. | 200 20 × 10              | Typ: Reliktgesteine Art: Blockschutt, Sandstein                                                                        | Block                | bedeutend    | Landschaftsschutzgebiet, Naturpark                         |                                 |
| Langenstein SE von Eschenfelden                            |                | 371R019   | Hirschbach Position                        | Nördliche Frankenalb            | Der Gipfelbereich des Langenstein besteht aus 2 größeren Felstürmen aus Frankendolomit, die aus dem Wald herausragen. Im weiteren Umfeld finden sich weitere Felsklippen aus Dolomitstein. Die Felstürme am Gipfel sind nur durch Kletterei zugänglich – von dort hat man einen schönen Rundblick über die Kuppenalb des Oberpfälzer Jura. | 450 30 × 15              | Typ: Felsturm/-nadel Art: Dolomitstein                                                                                 | Hanganriss/Felswand  | bedeutend    | Naturdenkmal, Landschaftsschutzgebiet, FFH-Gebiet          |                                 |
| Altenburg SE von Eschenfelden                              | weitere Bilder | 371R020   | Hirschbach Position                        | Nördliche Frankenalb            | Aus der mit relativ dichtem Nadelwald bestockten Gipfelpartie ragt (nur aus der Nähe zu erkennen) ein Felsriegel heraus. Der langgestreckte Felsriegel aus splittrigem Dolomit ist allseits von Steilwänden umgrenzt. | 500 50 × 10              | Typ: Felsburg Art: Dolomitstein                                                                                        | Hanganriss/Felswand  | bedeutend    | Naturdenkmal, Landschaftsschutzgebiet, Naturpark           |                                 |
| Kallmünzerblock N von Steinbach                            | weitere Bilder | 371R022   | Neukirchen bei Sulzbach-Rosenberg Position | Nördliche Frankenalb            | Relativ großer Kallmünzerblock (Relikt von Überdeckung des Malms mit kretazischen Michelfelder Schichten) am Parkplatz am N Ortsrand von Steinbach. | 6 3 × 2                  | Typ: Reliktgesteine Art: Blockschutt, Sandstein                                                                        | Block                | bedeutend    | Naturdenkmal, Landschaftsschutzgebiet, Naturpark           |                                 |
| Kallmünzersteine (149 Exemplare) E von Fichtenhof          | weitere Bilder | 371R023   | Königstein Position                        | Nördliche Frankenalb            | Auf dem umzäunten Feld liegen 149 Sandsteinblöcke – sogenannte Kallmünzer (Relikte der ehemals flächenhaften oberkreidezeitlichen Überdeckung, von der heute nur einzelne verkieselte Blöcke übriggeblieben sind). Beim Besuch 2005 diente das Gelände als Weide für Pferde. Die Ansammlung der Sandsteinblöcke war in der abgegrasten Wiese gut zu sehen. | 10000 100 × 100          | Typ: Reliktgesteine Art: Blockschutt, Sandstein                                                                        | Block                | bedeutend    | Naturpark, Naturdenkmal                                    |                                 |
| Felspartien im NSG Neidstein SW von Tabernackel            | weitere Bilder | 371R024   | Etzelwang Position                         | Nördliche Frankenalb            | Am westlichen Berghang des Neidsteiner Schlosses befinden sich zahlreiche Felspartien aus typischen Frankendolomit, darunter der Riesenstein und eine ca. 7 Meter tiefe Höhle, das Fuchsloch. Auf einer Fläche von 10000 Quadratmetern findet man hier steile Felswände und haushohe Felsmassive inmitten eines alten Laubbestandes. | 10000 100 × 100          | Typ: Felswand/-hang, Karst-Halbh./Naturbrücke Art: Dolomitstein                                                        | Hanganriss/Felswand  | geringwertig | Naturschutzgebiet, Naturdenkmal, Landschaftsschutzgebiet   |                                 |
| Hartenfels E von Neukirchen                                | weitere Bilder | 371R025   | Neukirchen bei Sulzbach-Rosenberg Position | Mittlere Frankenalb             | Ein mächtiger Felsturm aus Frankendolomit baut den Gipfel des Hartenfels auf (Klettergarten). Vom Gipfel des Hartenfels hat man einen schönen Ausblick nach Süden und Westen über die Kuppenalblandschaft. An den Abhängen sind ausgeprägte Karsterscheinungen zu finden: u. a. auf der Südostseite das Franzosenloch (A43, kleineres, verzweigtes Gang- und Raumsystem) und auf der Südseite die Frauenfelshöhle (oder Windloch A106, kleine Etagenhöhle). | 4000 100 × 40            | Typ: Felsturm/-nadel, Felsburg, Karst-Horizontalhöhle Art: Dolomitstein                                                | Hanganriss/Felswand  | bedeutend    | Naturdenkmal, Bodendenkmal, Naturpark                      |                                 |
| Felswand mit Kamin W von Ermhof                            |                | 371R026   | Neukirchen bei Sulzbach-Rosenberg Position | Mittlere Frankenalb             | Die Nordseite des Buchenberges wird von einer steilen Felswand aus Frankendolomit gebildet. Die Felswand wird als Klettergarten genutzt. | 3750 125 × 30            | Typ: Felswand/-hang Art: Dolomitstein                                                                                  | Hanganriss/Felswand  | bedeutend    | Naturdenkmal, Landschaftsschutzgebiet, Naturpark           |                                 |
| Starenfels NE von Neutras mit Spalthöhle A18               | weitere Bilder | 371R027   | Etzelwang Position                         | Nördliche Frankenalb            | Der Gipfel und die umgebenden Hänge des Starenberges sind von Felswänden aus Frankendolomit durchsetzt. Am NNW-Hang des Berges ca. 20 m unter dem Gipfel öffnet sich in der hohen Felswand eine Spalthöhle mit insgesamt 23 m Länge – die Starenfelshöhle (oder Grüne Grotte). In der Höhle wurden urgeschichtliche Funde gemacht. | 15000 150 × 100          | Typ: Felsburg, Karst-Horizontalhöhle Art: Dolomitstein                                                                 | Hanganriss/Felswand  | bedeutend    | Landschaftsschutzgebiet, Naturpark                         |                                 |
| Brunnstein NE von Krottensee                               |                | 371R028   | Auerbach in der Oberpfalz Position         | Nördliche Frankenalb            | Die Gruppe hoher Dolomitfelsen ist über einen Wanderweg zu erreichen. Bäume überragen jedoch das Felsgebilde, so dass es aus der Ferne nicht mehr auszumachen ist. | 12 4 × 3                 | Typ: Felswand/-hang Art: Dolomitstein                                                                                  | Hanganriss/Felswand  | geringwertig | Naturdenkmal, Landschaftsschutzgebiet, Naturpark           |                                 |
| Türkenfelsen W von Ammerried                               | weitere Bilder | 371R030   | Birgland Position                          | Mittlere Frankenalb             | Der Türkenfelsen ist eine mauerartige Felsformation aus typischem, löchrig anwitternden Frankendolomit mit einem markanten Felsdurchbruch (ehemaliges Felstor), mehreren natürlichen Felstoren und weiteren Karstlöchern. Stellenweise zeigt der Fels Lösungskarren. Der Türkenfelsen wird als Kletterfelsen genutzt und ist über einen markierten Wanderweg erreichbar. | 200 50 × 4               | Typ: Felswand/-hang, Karst-Halbh./Naturbrücke Art: Dolomitstein                                                        | Hanganriss/Felswand  | bedeutend    | Naturdenkmal, Landschaftsschutzgebiet, FFH-Gebiet          |                                 |
| Kuhfels S von Bachetsfeld                                  | weitere Bilder | 371R031   | Illschwang Position                        | Mittlere Frankenalb             | Die eindrucksvolle, hochaufragende Felsformation aus Frankendolomit ist stellenweise stark geklüftet und zeigt bizarre Verwitterungsformen (Bretterdolomit). In der Felswand finden sich Reste von Karsthohlräumen. Ein kleiner Steig führt mitten durch die Felswand (Trittsicherheit und absolute Schwindelfreiheit erforderlich!) | 1200 40 × 30             | Typ: Felsturm/-nadel, Karst-Halbh./Naturbrücke Art: Dolomitstein                                                       | Hanganriss/Felswand  | bedeutend    | Naturdenkmal, Landschaftsschutzgebiet                      |                                 |
| Hoher Lochfelsen N von Buchhof                             |                | 371R032   | Birgland Position                          | Mittlere Frankenalb             | Felsturm aus Frankendolomit, der durch senkrechte Klüfte zerlegt ist. Der Felsen zeigt eine auffällige löchrig-poröse Anwitterung. | 80 10 × 8                | Typ: Felsturm/-nadel Art: Dolomitstein                                                                                 | Hanganriss/Felswand  | bedeutend    | Naturdenkmal, Landschaftsschutzgebiet                      |                                 |
| Nordwand des Brennersberg SSW von Wolfsfeld                |                | 371R033   | Kastl Position                             | Mittlere Frankenalb             | An der Nordwand des Brennersberg steht tafelbankiger Dolomit im Übergang zu Riffdolomit an. Über einem 10 bis 15 m mächtigen Sockel aus dunklen Riffdolomitfelsen des Malm Deltas erheben sich nach einer kleinen Verebnung helle Dolomitfelsen des Malm Epsilon. Sie sind durch Klüfte in einzelne Felszinnen zerlegt. Die Riffdolomite enthalten hier auffallend viele mehr oder weniger lagig angeordnet helle Kieselknollen. | 200 20 × 10              | Typ: Felswand/-hang Art: Dolomitstein                                                                                  | Hanganriss/Felswand  | geringwertig | kein Schutzgebiet                                          |                                 |
| Kesselgruben E von Ebersbach                               |                | 371R035   | Vilseck Position                           | Nördliche Frankenalb            | Die Kesselgruben sind drei flache Dolinen, in denen sich Wasser angesammelt hat. Dort haben sich Feuchtbiotope (zahlreiche Insekten, Lurche) entwickelt. Die verkarstungsfähigen Malmkalke stehen hier nur wenig unter der heutigen Geländeoberfläche an. Die Dolinen haben sich aus dem Malm bis an die Oberfläche (Kreidesedimente, Alblehm) durchgepaust. | 150 10 × 15              | Typ: Doline Art: Karbonatischer Quarzsand                                                                              | kein Aufschluss      | bedeutend    | Naturdenkmal                                               |                                 |
| Schelmbachstein W von Königstein                           |                | 371R036   | Königstein Position                        | Nördliche Frankenalb            | Der Gipfel des Schelmbachsteins (bewaldet) besteht aus einer Gruppe von Dolomitfelsen, die aber teilweise stark bemoost sind. Im Gipfelbereich selbst ist eine große Doline eingebrochen – einer der Zugänge zur Schelmbachsteingrotte (371H003 – Sonnenuhr). Auf der Nordseite des Schelmbachsteins, etwas unterhalb der Felswände liegt eine weitere Höhle – die Breitensteiner Bäuerin (371H011). | 200000 500 × 400         | Typ: Felskuppe, Karst-Horizontalhöhle Art: Dolomitstein                                                                | Hanganriss/Felswand  | bedeutend    | Naturdenkmal, Landschaftsschutzgebiet, Naturpark           |                                 |
| Rabenfels NE von Krottensee                                | weitere Bilder | 371R037   | Auerbach in der Oberpfalz Position         | Nördliche Frankenalb            | Der Rabenfels – ein zylindrischer Felsturm mit markantem Überhang am Top – besticht vor allem durch seine Form. Der als Kletterfelsen genutzte Felsturm aus Frankendolomit ragt hoch über den Wald hinaus, sein Gipfel ist aber nur durch schwierige Kletterei zu erklimmen. Ein Wanderweg führt zum Fuß des Felsen, von der Forststraße aus ist er gut zu sehen. | 25 5 × 5                 | Typ: Felsturm/-nadel Art: Dolomitstein                                                                                 | Hanganriss/Felswand  | bedeutend    | Naturdenkmal, Landschaftsschutzgebiet, Naturpark           |                                 |
| Breitenstein SE von Königstein                             | weitere Bilder | 371R038   | Königstein Position                        | Nördliche Frankenalb            | Das Waldstück hinter der Kapelle mündet unmittelbar in eine steile Felswand aus Frankendolomit, die als Kletterwand dient. Besonders auffällig an dem Felsgebilde sind zwei säulenartige Türmchen. | 300 30 × 10              | Typ: Felsturm/-nadel Art: Dolomitstein                                                                                 | Hanganriss/Felswand  | bedeutend    | Landschaftsschutzgebiet, Naturpark                         |                                 |
| Breitensteiner Männl bei Breitenstein                      | weitere Bilder | 371R039   | Königstein Position                        | Nördliche Frankenalb            | Das von der Straße aus einsehbare Felsgebilde aus Frankendolomit steht auf Privatgrund und ist daher nicht direkt zugänglich. Die Form des freistehenden Dolomitfelsens erinnert an eine Figur. | 28 7 × 4                 | Typ: Felsturm/-nadel Art: Dolomitstein                                                                                 | Hanganriss/Felswand  | bedeutend    | Landschaftsschutzgebiet, Naturpark                         |                                 |
| Thorstein E von Königstein                                 |                | 371R040   | Königstein Position                        | Nördliche Frankenalb            | Im Gipfelbereich des Thorsteins finden sich markante, schöne Felsgruppen aus Frankendolomit, die allerdings von den umgebenden Bäumen überragt werden. Einer der Felsen zeigt eine auffällige Hohlkehle nahe dem Felsfuß. | 1000 50 × 20             | Typ: Felswand/-hang, Karst-Halbh./Naturbrücke Art: Dolomitstein                                                        | Hanganriss/Felswand  | geringwertig | Naturdenkmal, Naturpark                                    |                                 |
| Parasol NE von Krottensee                                  |                | 371R041   | Auerbach in der Oberpfalz Position         | Nördliche Frankenalb            | Bei den Parasolfelsen (auch Prapluie) handelt sich um zwei benachbarte jeweils etwa 8 m hohe Dolomitfelsen, die beide die bizarre Form eines Pilzes besitzen. Sie bestehen aus dickbankigen Frankendolomit, wobei der Stiel deutlich kleinstückiger geklüftet und damit nicht so verwitterungsbeständig ist wie der Hut. Auch die benachbarte Felswand zeigt auf gleicher Höhe eine ausgeprägte Hohlkehle als Vorstadium eines Pilzfelsens. Die Felsgruppe ist über einen Wanderweg erreichbar. | 9 3 × 3                  | Typ: Felsturm/-nadel Art: Dolomitstein                                                                                 | Hanganriss/Felswand  | geringwertig | Naturdenkmal, Landschaftsschutzgebiet, Naturpark           |                                 |
| Felsenlabyrinth S von Sackdilling                          |                | 371R042   | Königstein Position                        | Nördliche Frankenalb            | Das Felsenlabyrinth bei Sackdilling besteht aus einer großen Gruppe von eindrucksvollen Dolomitfelsen. Unterhalb liegen zahlreiche große Blöcke. In den Felsen befinden sich mehrere kurze Karsthöhlen, z. B. das Kleine Bauernloch (A042, ca. 35 m Ganglänge) und das Große Bauernloch (A133, etwa 50 m Ganglänge). Ein markierter Wanderweg führt durch das Felsenlabyrinth. | 60000 400 × 150          | Typ: Felsgruppe, Felsblock, Karst-Horizontalhöhle Art: Dolomitstein                                                    | Hanganriss/Felswand  | bedeutend    | kein Schutzgebiet                                          |                                 |
| Sulzfelsen SE von Bärnhof                                  |                | 371R043   | Königstein Position                        | Nördliche Frankenalb            | Felskuppe mit insgesamt vier großen Felsgruppen, bestehend aus massigem, stark löchrigem Dolomit. An der Basis der Felsen finden sich mehrere kleine Karsthöhlen. Besonders markant sind zwei kurze Durchgangshöhlen bzw. Naturbögen. | 60000 300 × 200          | Typ: Felsburg, Karst-Horizontalhöhle Art: Dolomitstein                                                                 | Felshang/Felskuppe   | bedeutend    | Landschaftsschutzgebiet, Naturpark                         |                                 |
| Teufelsstein am Kreuzberg NW von Mülles                    | weitere Bilder | 371R044   | Hahnbach Position                          | Oberpfälzer Grundgebirgsvorland | Der Teufelsstein am Kreuzberg ist ein so genannter Kallmünzer, ein Reliktgestein der ehemaligen Kreideüberdeckung. Die sandigen Kreidesedimente wurden stellenweise kieselig gebunden. So entstanden sehr harte Quarzsandsteine, die der Verwitterung wesentlich besser widerstanden als die umgebenden und unterlagernden Gesteine. Schließlich blieben sie als Einzelblöcke auf wesentlich älteren Gesteinen (hier Dogger) erhalten. Viele Kallmünzerblöcke wurden im Quartär durch Bodenfließen noch verlagert. | 9 3 × 3                  | Typ: Felsblock, Reliktgesteine Art: Sandstein                                                                          | Block                | bedeutend    | Naturdenkmal                                               |                                 |
| Kallmünzer Teufelssattelpferd NE von Weißenberg            |                | 371R045   | Edelsfeld Position                         | Nördliche Frankenalb            | Das Teufelssattelpferd ist ein eigenartig geformter Kallmünzerblock, der hier im Bereich von Kreidesedimenten auf Unterem Malm liegt. Kallmünzer sind verkieselte Sandsteinblöcke, die als Reste einer ehemals weiter verbreiteten Kreidesedimentschicht übrig geblieben sind. Dieser Kallmünzer hat eine ungewöhnliche, sattelartige Form mit mehreren rinnenartigen Vertiefungen. Der Sage nach diente der Stein dem Teufel als Pferd. | 2 2 × 2                  | Typ: Felsblock Art: Sandstein                                                                                          | Block                | bedeutend    | Naturdenkmal                                               |                                 |
| Königsteiner Polje                                         |                | 371R046   | Königstein Position                        | Nördliche Frankenalb            | Königstein liegt am Rande eines etwa 5 km langen und bis 1 km breiten, langgestreckten Talkessels, der von bewaldeten Höhen aus Frankendolomit umgeben ist. Es handelt sich dabei um ein fossiles Polje (große Karsthohlform ohne oberirdischen Abfluss) aus der Kreidezeit. Im Talkessel lagern sich mächtige Kreidesedimente ab (Michelfelder Schichten) mit Farbocker, der bis in die Nachkriegszeit an vielen Stellen als Farberden abgebaut wurde. Guten Überblick über das Polje hat man von Felsen in Loch. | 1500000 5000 × 300       | Typ: Polje Art: Sand, Ton                                                                                              | kein Aufschluss      | wertvoll     | Landschaftsschutzgebiet, Naturpark                         |                                 |
| Felshang am Schafberg S von Loch                           |                | 371R047   | Königstein Position                        | Nördliche Frankenalb            | Direkt hinter der Ortschaft Loch am Nordhang des Schafberges erhebt sich eine markante Felswand aus Frankendolomit (dickbankige Algen-Schwamm-Riffkalke). Vom Gipfel des Felsen hat man einen schönen Blick über das Königsteiner Polje. Am Fuß der Wand und am Hang unterhalb liegen große Versturzblöcke. Die Spalthöhle am Fuß der Felswand (Privatgrund, Höhle nicht zugänglich) gab dem Ort seinen Namen. In der ca. 250 m langen Höhle wurden archäologische Funde gemacht. | 8000 100 × 80            | Typ: Felswand/-hang, Karst-Halbh./Naturbrücke Art: Dolomitstein                                                        | Felshang/Felskuppe   | bedeutend    | Landschaftsschutzgebiet, Naturpark                         |                                 |
| Dolomitfelsen am Steinberg E von Königstein                | weitere Bilder | 371R048   | Königstein Position                        | Nördliche Frankenalb            | Der Steinberg besteht aus einer Gruppe großer, meist langgestreckter Felsen aus Frankendolomit. Allseits hangabwärts schließen sich Felder mit zahlreichen Sturzblöcken an. Der Frankendolomit zeigt sich in seiner typischen löchrigen Anwitterung, teilweise enthält er weiße Hornsteinknollen (in Lagen angeordnet). In den Felsen lassen sich zahlreiche Karsterscheinungen wie Kleinhöhlen und Abris beobachten. Ein Wanderweg führt kreuz und quer durch die reizvolle Felslandschaft. | 100000 400 × 250         | Typ: Felsgruppe, Karst-Halbh./Naturbrücke Art: Dolomitstein                                                            | Felshang/Felskuppe   | bedeutend    | Landschaftsschutzgebiet, Naturpark                         |                                 |
| Steinerne Stadt im Wellucker Wald NW von Königstein        | weitere Bilder | 371R049   | Auerbach in der Oberpfalz Position         | Nördliche Frankenalb            | Die Steinerne Stadt ist ein eindrucksvolles Ensemble aus Dolomitfelsen, die stark geklüftet sind und so in einzelne Felstürme zerfallen. Besonders markant sind zwei pilzförmige Felstürme (Zwei-Brüder-Felsen), an denen sich das unterschiedliche Verwitterungsverhalten einzelner Horizonte des dickbankigen Frankendolomits zeigt. Auch viele der weiteren Felsen zeigen im Horizont der Pilzstiele Hohlkehlen. Das Areal ist durch einen Rundwanderweg erschlossen und wird als Klettergarten genutzt. | 37500 250 × 150          | Typ: Felsgruppe, Felsturm/-nadel, Felswand/-hang Art: Dolomitstein                                                     | Felshang/Felskuppe   | bedeutend    | Landschaftsschutzgebiet, FFH-Gebiet, Naturpark             |                                 |
| Kallmünzerfeld am Steinberg NW von Ziegelhütte             | weitere Bilder | 371R050   | Hirschbach Position                        | Nördliche Frankenalb            | Am Südausläufer des Steinberges sind besonders viele Kallmünzerblöcke zu finden. Die Blöcke sind Zeugen einer kreidezeitlichen Sedimentüberdeckung (Relikte der Michelfelder Schichten?). Die terrestrischen Sande wurden verkieselt, sind daher besonders verwitterungsresistent und haben sich so als einzelne, meist umgelagerte Blöcke erhalten. Der größte Block (Zyprianstein) wiegt mehr als 100 Tonnen und hat 16 m Umfang. Das Areal ist über einen Fußweg von WSW erreichbar (Hinweis an Forststraße). | 10000 100 × 100          | Typ: Reliktgesteine, Felsblock, Härtling Art: Sandstein                                                                | Block                | bedeutend    | Landschaftsschutzgebiet, Naturpark                         |                                 |
| Doline und Windloch W von Buchhof (A15)                    |                | 371R051   | Hirschbach Position                        | Nördliche Frankenalb            | Mitten in einem Feld, von Bäumen umgeben, liegt die 16 m lange und 12 m breite tiefgründige Doline, an die sich unmittelbar eine canyonartige Spaltenhöhle (Ganglänge 28 m) anschließt. Die Höhle – Windloch oder auch Winterloch bzw. Schneeloch – endet 27 m unter dem Dolinenrand in einem verschwemmten Schluckloch. An den Wänden ist hornsteinreicher Frankendolomit aufgeschlossen. | 192 16 × 12              | Typ: Doline, Karst-Schachthöhle Art: Dolomitstein                                                                      | Doline/Erdfall       | bedeutend    | Landschaftsschutzgebiet, Naturpark                         |                                 |
| Dolomitfelsen mit Brünlingsloch (A62) SE von Lockenricht   | weitere Bilder | 371R052   | Neukirchen bei Sulzbach-Rosenberg Position | Mittlere Frankenalb             | Die Gipfelkuppe des Brünlingsberges besteht aus einer Gruppe von Dolomitfelsen (Brünlingsfelsen), die das typisch löchrige Erscheinungsbild des Frankendolomits zeigen. Am Fuß eines markanten Felsturmes, auf der NW-Seite des Hanges, öffnet sich eine horizontale Karsthöhle, das Brünlingsloch (A62 – früher auch als Kasparhöhle bezeichnet), von etwa 15 m Länge mit Deckenkolken und geringer Versinterung. | 10000 100 × 100          | Typ: Felswand/-hang, Karst-Horizontalhöhle Art: Dolomitstein                                                           | Felshang/Felskuppe   | geringwertig | Naturdenkmal, FFH-Gebiet, Naturpark                        |                                 |
| Neutrasfelsen W von Neutras                                | weitere Bilder | 371R053   | Etzelwang Position                         | Nördliche Frankenalb            | Der Neutrasfelsen, ein hoch aufragendes Felsenareal aus Frankendolomit, ragt über die Baumgipfel des umgebenden Waldes heraus. Der Felsgipfel kann über Trittspuren auf der Westseite erstiegen werden (Trittsicherheit erforderlich!) und bietet einen guten Ausblick über die Kuppenalb. Am Nordhang des Felsens öffnet sich der Eingang zu einer Spalthöhle (Bettelküche oder Neutrashöhle A89). | 4000 80 × 50             | Typ: Felswand/-hang, Karst-Horizontalhöhle Art: Dolomitstein                                                           | Felshang/Felskuppe   | bedeutend    | Naturdenkmal, Bodendenkmal, Landschaftsschutzgebiet        |                                 |
| Kallmünzerblöcke NE von Aschach                            |                | 371R054   | Freudenberg Position                       | Oberpfälzer Grundgebirgsvorland | Auf freiem Feld liegen hier drei Kallmünzerblöcke. Kallmünzer sind Reliktgesteine aus der Kreide. Ein Teil der ehemaligen Überdeckung mit Kreidesedimenten wurde später durch Kieselsäure zu hartem, extrem verwitterungsresistenten Sandstein verkittet. Einzelne Blöcke – die sogenannten Kallmünzer – sind als letzte Reste noch erhalten. Sie liegen jetzt auf älterer Unterlage, hier auf Opalinuston aus dem Dogger (Jura). Oftmals sind sie im Eiszeitalter durch Bodenfließen transportiert worden. | 3 2 × 2                  | Typ: Reliktgesteine Art: Sandstein                                                                                     | Block                | bedeutend    | Naturdenkmal                                               |                                 |
| Hussitenloch (Doline) W von Ursensollen                    |                | 371R055   | Ursensollen Position                       | Mittlere Frankenalb             | Das Hussitenloch ist eine große, weite Doline (bzw. kleine Karstwanne) mit einem ebenen Boden und teils steilen, teils flacheren Hängen. Da der Rand und die Hänge der Doline mit Bäumen bestanden sind, kommt die morphologische Form dieser typischen Karsthohlform im Gelände wenig zur Geltung. | 4800 80 × 60             | Typ: Doline Art: Kalkstein                                                                                             | kein Aufschluss      | bedeutend    | Naturdenkmal, Landschaftsschutzgebiet, Naturpark           |                                 |
| Felswand mit Höhlen SSE von Götzendorf                     |                | 371R056   | Illschwang Position                        | Mittlere Frankenalb             | Die steilen Felsen aus Frankendolomit sind amphitheaterartig angeordnet. In der Verwitterung zeigt das Gestein ein typisches löchriges Aussehen. In den Felsen finden sich mehrere kleine Höhlen (u. a. Fritzenloch E-006 und Fritzenberg-Grotte E-090). Besonders auffällig ist der Höhleneingang zum Fritzenloch im rechten Wandbereich. An den großen Eingang schließt sich eine 12 m lange und 4 m breite Halle an, die in einem kurzen Horizontalgang endet. | 1000 50 × 20             | Typ: Felswand/-hang, Karst-Horizontalhöhle Art: Dolomitstein                                                           | Hanganriss/Felswand  | bedeutend    | Naturdenkmal                                               |                                 |
| Dolomitfelsen mit Höhlen am Lochberg NE von Blechhof       |                | 371R057   | Neukirchen bei Sulzbach-Rosenberg Position | Mittlere Frankenalb             | In der Felswand aus Frankendolomit, die am Westhang des Lochberges eine markante Stufe bildet, finden sich zwei Höhlen – das Große und Kleine Hundsloch (A-135 und A-136). Das Große Hundsloch besteht aus einem großen Gewölbe (Eingang ca. 16 m Breite) mit Felsenkammern. Es öffnet sich im Hintergrund eines Einbruchsgrabens, der vermutlich vor langer Zeit durch Versturz von Höhlenteilen entstand. Das Kleine Hundsloch ist ein etwa 20 m langer leicht versinterter Horizontalgang. | 800 40 × 20              | Typ: Felswand/-hang, Karst-Horizontalhöhle Art: Dolomitstein                                                           | Hanganriss/Felswand  | bedeutend    | Naturdenkmal, Naturpark                                    |                                 |
| Guckerlochfelsen E von Michelfeld                          | weitere Bilder | 371R058   | Auerbach in der Oberpfalz Position         | Nördliche Frankenalb            | Der Guckerlochfelsen bildet den steilen, südlichen Talhang des Flembachtales W von Michelfeld. Die Felswand aus Frankendolomit ist von der 17 m langen Durchgangshöhle Guckerloch (oder auch Guggerloch, A-044) durchzogen. Westlich unterhalb des Guckerlochs öffnen sich in der steilen Felswand weitere kurze Karsthöhlen. Der Felsen soll früher Standort einer Burg gewesen sein. | 500 50 × 10              | Typ: Felswand/-hang, Karst-Horizontalhöhle Art: Dolomitstein                                                           | Hanganriss/Felswand  | geringwertig | Naturdenkmal, Naturpark                                    |                                 |
| Felsen am Speckbach ENE von Saaß                           | weitere Bilder | 371R059   | Auerbach in der Oberpfalz Position         | Nördliche Frankenalb            | Das Nordufer des Speck-Baches ist hier gesäumt von zahlreichen Felsen und Felstürmen aus typischem Frankendolomit. Ein Teil der Felsen steht unmittelbar am Waldrand, weitere Dolomitfelsen sind im anschließenden Wäldchen anzutreffen. In den Felswänden öffnen sich mehrere Karsthöhlen, das Felslindl mit 110 m Gesamtganglänge (A54) sowie die Höhle A93 westlich davon. Die Höhlen und einzelne Felsen sind als Naturdenkmäler ausgewiesen. Die Felsen werden als Kletterfelsen genutzt. | 2500 250 × 10            | Typ: Felswand/-hang Art: Dolomitstein                                                                                  | Hanganriss/Felswand  | bedeutend    | Naturpark, Naturdenkmal                                    |                                 |
| Karstlandschaft am Sternsteinberg W von Sulzbach-Rosenberg |                | 371R060   | Sulzbach-Rosenberg Position                | Mittlere Frankenalb             | Der Sternsteinberg westlich von Sulzbach-Rosenberg bildet einen markanten, bewaldeten Härtlingsrücken. Der teils gebankte, teils massige Frankendolomit bildet Felsabbrüche von bis zu 20 m Höhe und zeigt vielerorts Karsterscheinungen. Unter anderem befindet sich im nordwestlichen Bereich des Höhenrückens eine kleine Höhle. Den Westrand bildet ein sehr schön freigestelltes Schwammriff. | 75000 500 × 150          | Typ: Felsgruppe Art: Dolomitstein                                                                                      | Höhle                | wertvoll     | Landschaftsschutzgebiet                                    |                                 |
| Höhlen am Lenzenberg SE von Peilstein                      | weitere Bilder | 371R061   | Neukirchen bei Sulzbach-Rosenberg Position | Mittlere Frankenalb             | Südöstlich von Peilstein sind am Lenzenberg durch einen Wanderweg (Höhlensteig) mehrere Kleinhöhlen touristisch erschlossen. Der anstehende Frankendolomit bildet am nördlichen Hang eine markante Geländestufe. Im Bereich des gebankten Dolomit zeigen sich besonders viele Karsterscheinungen. Der massige Dolomit enthält zahlreiche Hohlräume, die gelegentlich Dolomitkristalle enthalten. Teile des Geländes stehen als Naturdenkmal, die Höhlen Geiskirche (A96) und Bärenloch (A63) zudem als Bodendenkmal (Denkmal Nr. D-3-6435-0109 bzw. D-3-6435-0110) unter Schutz. | 80000 800 × 100          | Typ: Felsgruppe Art: Dolomitstein                                                                                      | Felshang/Felskuppe   | wertvoll     | Naturdenkmal, Bodendenkmal, Naturpark                      |                                 |
| Kallmünzer NNW von Pruihausen                              |                | 371R062   | Königstein Position                        | Nördliche Frankenalb            | Die Sandsteine der Kreidezeit weisen in aller Regel eine relativ schwache Kornbindung auf. Deshalb verwittern diese relativ schnell. Lokal kam es in den Kreisesandsteinen jedoch zu einer Imprägnation mit Kieselsäure, die zur Bildung von sehr harten und sehr verwitterungsresistenten quarzitsch gebundenen Sandsteinen (Quarziten) führte. Während die umliegenden mürben Sandsteine verwittern, bleiben diese zähen Quarzsandsteine als Verwitterungsreste auf der Erdoberfläche liegen. Nach dem Ort Kallmünz (an der Mündung der Vils in die Naab) wurden diese isolierten Blöcke als Kallmünzer benannt. Der Kallmünzer am Waldrand NNW von Pruihausen ist etwa 3,5 × 1,5 × 1,5 m groß. | 5 4 × 2                  | Typ: Reliktgesteine, Gesteinsart Art: Quarzsandstein                                                                   | Block                | bedeutend    | Landschaftsschutzgebiet, Naturpark                         |                                 |
| Kallmünzer von Seiboldsricht                               |                | 371R063   | Vilseck Position                           | Nördliche Frankenalb            | Die Sandsteine der Kreidezeit weisen in aller Regel eine relativ schwache Kornbindung auf. Deshalb verwittern diese verhältnismäßig schnell. Lokal kam es in den Kreisesandsteinen jedoch zu einer Imprägnation mit Kieselsäure, die zur Bildung von sehr harten und sehr verwitterungsresistenten quarzitsch gebundenen Sandsteinen (Quarziten) führte. Während die umliegenden mürben Sandsteine verwittern, bleiben diese zähen Quarzsandsteine als Verwitterungsreste auf der Erdoberfläche liegen. Ursprünge des Wortes Kallmünzer sind „Kalminzer“, „Kulmitzer“ oder „Kalmünzer“. Wie das Wort Kulm sind diese Wörter slawischen Ursprungs. Der Kallmünzer von Seiboldsricht ist insoweit kein für den Raum Vilseck typischer Kallmünzer, da er keine braune Verwitterungskruste trägt, sondern eine frische Oberfläche hat. | 2 2 × 2                  | Typ: Reliktgesteine, Gesteinsart, Schichtfolge Art: Quarzsandstein                                                     | Block                | bedeutend    | kein Schutzgebiet                                          |                                 |
| Vogelherdgrotte ENE von Krottensee                         | weitere Bilder | 574H002   | Auerbach in der Oberpfalz Position         | Nördliche Frankenalb            | Die geräumige Durchgangshöhle liegt im Staatswald, etwa 2,5 km ostnordöstlich von Krottensee und ist über Wanderwege erreichbar. Sie erfährt eine starke Freizeitnutzung. | 288 18 × 16              | Typ: Karst-Horizontalhöhle, Felswand/-hang Art: Dolomitstein                                                           | Höhle                | bedeutend    | Naturdenkmal, Landschaftsschutzgebiet, FFH-Gebiet          |                                 |
| Schichtstufe bei Höhengau                                  |                | 371R064   | Hahnbach Position                          | Oberpfälzer Grundgebirgsvorland | Zwischen Mimbach im Norden und Ursulapoppenricht im Süden bilden die Rhät-Lias-Übergangsschichten eine eindrucksvolle Steilstufe von etwa zwölf bis 15 Metern Höhe aus (Bild 1). An ihrem Westfuß haben sich teils Blockhalden gebildet. An einigen Stellen waren die an der Abbruchkante aufgeschlossenen Sandsteine Ziel von Abbautätigkeiten geringeren Umfangs. Der Sandstein zeigt teilweise die typische wabenförmige Verwitterung (Bild 2). Ein besonders großer Block wurde zur Kehlkapelle gestaltet (Bild 3). Ob auch die gelegentlich auftretenden Einschlüsse von Limonit Anlass zu Gewinnungstätigkeiten gaben, ist nicht bekannt (Bild 4). Ein zwischen dem Gebenbach und der Abbruchkante hangparallel verlaufender Wanderweg (Amberger Weg) erschließt den gesamten Verlauf der Steilstufe. | 324000 3.600 x 90        | Typ: Schichtstufe Art: Sandstein                                                                                       | Hanganriss/Felswand  | wertvoll     | kein Schutzgebiet                                          |                                 |